# Tranvia Ventimiglia-Bordighera
La tranvia Ventimiglia-Bordighera rappresenta un elemento di una serie di infrastrutture tranviarie mai completate che avrebbero servito l'area che va dalla Costa Azzurra alla Riviera dei Fiori mediante un unico sistema di trasporto. Inaugurata nel 1901, la breve tratta visse un'esistenza relativamente breve: la sua soppressione avvenne nel 1936.

## Storia

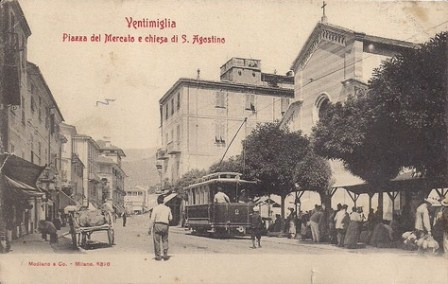
Cartolina molto diffusa ai primi del Novecento, con un tram davanti alla chiesa di Sant'Agostino

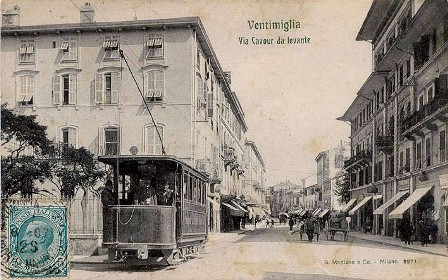
Ventimiglia, via Cavour (cartolina d'epoca)

Nel periodo a cavallo fra l'Ottocento ed il novecento Bordighera rappresentava, in virtù del clima particolarmente mite, una meta rinomata del turismo internazionale, soprattutto, inglese. Il 15 febbraio 1898 Claude H. Woodhouse e Granville H. Baillie, due imprenditori britannici che avevano fatto di Bordighera il loro luogo di villeggiatura d'elezione costituirono la società Riviera Electric Supply Company, che in analogia ad analoghe società elettriche dell'epoca avrebbe prodotto energia elettrica ed esercito una linea tranviaria, in questo caso fra Bordighera e Ventimiglia.
Il Regio decreto del 14 marzo 1901 conferì alla società Woodhouse & Baillie l'autorizzazione ad esercire la tranvia elettrica che fu realizzata per una lunghezza di 5,750 km e venne inaugurata il 20 dicembre dello stesso anno. La direzione di esercizio fu affidata all'ingegner Bernardo Zanolli. Il binario percorreva la strada provinciale ed avrebbe dovuto, nelle intenzione dei due investitori, raggiungere Mentone, posta subito oltre il confine francese, dove era in corso la realizzazione di una linea di collegamento con Nizza poi inaugurata nel 1902. L'autorizzazione a tale prolungamento, avanzata il 21 novembre 1899, non fu però mai concessa, lasciando la breve linea ligure isolata.
Un altro collegamento mai realizzato avrebbe dovuto allacciare la linea con la tranvia Ospedaletti-Sanremo-Taggia, gestita dalla Società Tranvie Elettriche Liguri (STEL), imponendo di fatto una fragilità economica al sistema di tranvie della zona ciascuna rimasta isolata: nonostante i buoni risultati riscontrati nei primi venti anni di esercizio, la crisi economica degli anni 30 condusse alla chiusura dell'intera rete della Costa Azzurra, avvenuta fra il 1929 ed il 1933, e a quella della breve Ventimiglia-Bordighera, soppressa nel 1936 in favore di un autoservizio.

## Caratteristiche tecniche
|  |  | Continuation backward |

| Unknown route-map component "uexKBHFa" |  | Straight track |  |  |

| Unknown route-map component "uexWBRÜCKE1" | Transverse water | Small bridge over water |  |  |

| Unknown route-map component "uexHST" |  | Station on track |  |  |

| Unknown route-map component "uexBHF" |  | Straight track |  |  |

| Unknown route-map component "uexABZgl" | Unknown route-map component "uexKDSTeq" | Straight track |  |  |

| Unknown route-map component "uexSTRl" | Unused transverse waterway | Unknown route-map component "emKRZu" | Unknown route-map component "uexSTR+r" |  |

|  |  | Small bridge over water | Unknown route-map component "uexWBRÜCKE1" |  |

|  |  | Stop on track | Unknown route-map component "uexHST" |  |

|  |  | Straight track | Unknown route-map component "uexHST" |  |

|  |  | Station on track | Unknown route-map component "uexBHF" |  |

|  |  | Straight track | Unknown route-map component "uexKBHFe" |  |

|  |  | Continuation forward |

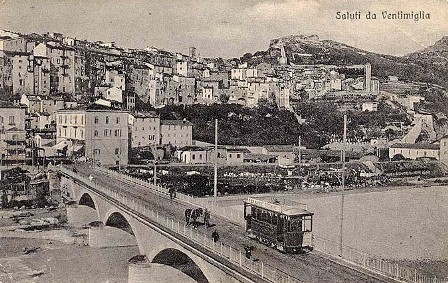
Attraversamento del Roia (cartolina d'epoca)

Il capolinea di Ventimiglia era ubicato in piazza Vittorio Emanuele, ai piedi del centro storico. Percorso il ponte sul fiume Roia i tram elettrici imboccavano via Cavour attraversando longitudinalmente la città; al termine di questa, in corrispondenza dell'anfiteatro romano, un ponte in ferro permetteva di scavalcare la ferrovia Genova-Ventimiglia raggiungendo Camporosso Mare e Vallecrosia, per raggiungere infine Bordighera.
Quest'ultimo abitato era anch'esso attraversato per intero, fino a raggiungere il capolinea orientale della tranvia sito in piazza Mazzini.
La linea risultava interamente a semplice binario, con raddoppi a circa un km dai due capilinea più uno baricentrico. Il tempo di percorrenza consentito da tale impianto era di 25 minuti, con partenze che si susseguivano ogni quarto d'ora. Il binario, a scartamento metrico, era armato con rotaie Phoenix da 21 kg/m benché alcune tratte risultassero armate con rotaie Vignoles; il raggio minimo delle curve, raggiunto in corrispondenza del cavalcaferrovia, era di 25 metri. Le rampe per l'accesso a quest'ultimo erano del 50 per mille.
La centrale elettrica di alimentazione dell'impianto si trovava a Ventimiglia, a 500 metri dal capolinea: del tipo idroelettrico, alimentata dalle acque del Roja, la stessa era comunque dotata di due motori a gas da 73,55 kW. I pali di sostegno della linea aerea erano a traliccio negli attraversamenti urbani, in legno fuori dagli abitati; l'alimentazione della linea era a 500 V in corrente continua.

## Materiale rotabile
Il materiale rotabile della linea, cui si aggiunsero altri veicoli era costituito da 4 elettromotrici a 2 assi Diatto, bidirezionali, dotate di due motori da 14,7 kW e pesanti a vuoto 8,8 t. La presa di ecorrente era del tipo ad asta e rotella. Le vetture erano dotate di 6 posti a sedere di prima classe e 12 di seconda classe.